# Culiacán
För andra betydelser, se Culiacán (olika betydelser).
Culiacán (officiellt: Culiacán Rosales) är en stad i västra Mexiko och är administrativ huvudort för delstaten Sinaloa. Staden har 615 561 invånare (2007), med totalt 807 471 invånare (2007) i hela kommunen på en yta av 4 758 km². Spanjorerna grundade Culiacán år 1531 under namnet San Miguel de Culiacán. Staden anlades på en plats där det sedan år 628 fanns en indiansk bosättning som gick under namnet Colhuacan. 